# NGC 2819
NGC 2819 је елиптична галаксија у сазвежђу Рак која се налази на NGC листи објеката дубоког неба.
Деклинација објекта је + 16° 11' 53" а ректасцензија 9h 18m 9,4s. Привидна величина (магнитуда) објекта NGC 2819 износи 13,0 а фотографска магнитуда 14,0. NGC 2819 је још познат и под ознакама UGC 4924, MCG 3-24-40, CGCG 91-62, PGC 26274.